# Valérie au pays des merveilles
Pour plus de détails, voir Fiche technique et Distribution.
Valérie au pays des merveilles (Valerie A Týden Divů) est un film de fantaisie sombre d'horreur surréaliste de la nouvelle vague tchécoslovaque réalisé et coécrit par Jaromil Jireš, sorti en 1970, adapté du roman Valérie ou la semaine des merveilles de Vítězslav Nezval, écrit en 1935.
Il est considéré comme faisant partie du mouvement Nouvelle Vague Tchécoslovaquie. Le film dépeint l'héroïne comme vivant dans un rêve désorientant, cajolée par des prêtres, des vampires et des hommes et des femmes. Le film mélange des éléments des genres fantastique sombre et gothique de l'horreur.

## Synopsis
Valérie, une belle jeune fille de 13 ans, dort lorsqu'un voleur lui vole ses boucles d'oreilles; alors qu'elle tente d'enquêter, elle est surprise par un homme horrible, le gendarme, qui porte un masque. Le voleur lui rend ses boucles d'oreilles le lendemain, provoquant la colère du gendarme. De retour chez elle, la grand-mère de Valérie, Elsa, lui raconte que les boucles d'oreilles ont été abandonnées par la mère de Valérie lors de son entrée au couvent. Auparavant, les boucles d'oreilles appartenaient au connétable, qui était également propriétaire de leur maison. Valérie apprend également qu'un groupe de missionnaires et une compagnie d'acteurs arrivent en ville. Lors du mariage de sa voisine Hedvika, Valérie aperçoit le Constable qui l'observe dans la foule et sa grand-mère semble également le reconnaître. Valérie reçoit une lettre du voleur, Orlík ("Aiglet"), l'avertissant que le gendarme, son oncle, a tué les parents d'Orlík et veut maintenant récupérer les boucles d'oreilles de Valérie. Orlík demande à Valérie de le rencontrer à l'église ce soir-là ; lorsqu'ils se rencontrent, il ne cache pas son attirance pour elle.
Plus tard, Valérie rencontre le connétable dans la rue, déguisée ; il conduit Valérie dans une chambre où sa grand-mère se fouette pour regagner l'amour d'un ancien amant, un prêtre nommé Gracián. Orlík sauve Valérie et lui dit que son oncle est amoureux d'elle. Le connétable rencontre Elsa, qui l'appelle Richard et qui était son amante lorsqu'elle avait 17 ans. Il lui promet de la rajeunir si elle lui vend la maison dont Valérie héritera. Pendant ce temps, Orlík donne à Valérie une perle pour la protéger, puis la cache à nouveau à Richard. Lors d'un pique-nique, Gracián dit à Valérie qu'Orlík est son frère. Cette nuit-là, Gracián entre dans sa chambre et tente de la violer, mais elle avale la perle pour se protéger. Pendant ce temps, Richard et Elsa se faufilent chez Hedvika; tandis qu'Hedvika et son mari consomment leur mariage, Elsa la mord au cou, lui volant le sang nécessaire pour redevenir jeune.
Valérie trouve Orlík attaché à une cascade par Richard. Valérie libère Orlík et l'emmène chez elle, évitant ses intentions romantiques en lui bandant les yeux, puisqu'elle pense désormais qu'ils sont frères et sœurs. Ils découvrent Gracián pendu mort à la fenêtre de Valérie et emmènent le corps dans une crypte sous la maison de Valérie ; Elsa est là, maintenant un vampire . Déguisée en jeune femme, Elsa se présente comme une cousine éloignée et raconte à Valérie que sa grand-mère est partie subitement. Elle essaie de mordre Valérie, puis la retient pendant qu'elle dort et vole les boucles d'oreilles. Elsa emprisonne Valérie, qui observe alors Elsa avoir des relations sexuelles avec un homme puis le tuer, puis tenter de séduire Orlík, qui vole à nouveau les boucles d'oreilles.
Orlík libère Valérie, lui rend ses boucles d'oreilles et lui avoue son amour. Il essaie d'expliquer qu'il n'est pas le fils de son père, mais celui de Richard, mais Valérie s'enfuit. Elle a deviné qu'Elsa était en fait sa grand-mère et a commencé à ressentir quelque chose pour Richard, qui est mourant. Valérie vole un poulet au marché et l'apporte à Richard, qui vient de dire à Elsa qu'il est le père de Valérie et que le sang de Valérie est la clé de leur survie. Lorsque Valérie guérit Richard, il redevient un monstre et l'attaque. Il envisage de transplanter le cœur d'Orlík dans Valérie pour la rendre immortelle, mais Elsa le veut pour elle-même. Valérie, faisant semblant d'être inconsciente, entend tout. Elle fait revivre Gracián, qui n'était pas réellement mort, et trouve une lettre d'adieu d'Orlík.
Valérie rencontre Hedvika, malade de la morsure d'Elsa et déprimée par son mariage. Ils se retirent dans la chambre d'Hedvika et passent la nuit ensemble, après quoi Hedvika est guérie. Dehors, Gracián dit à la foule que Valérie est une sorcière qui l'a tenté de pécher. Il ordonne qu'elle soit capturée et brûlée vive , mais Valérie avale les boucles d'oreilles magiques et s'en sort indemne. Dans la crypte, aujourd'hui bordel , Valérie incite Richard à boire une des boucles d'oreilles, le transformant en putois . Dans une séquence de plus en plus onirique, Valérie retrouve Orlík, qui s'est révélé être l'un des acteurs ; puis Elsa, qui ne se souvient de rien de ce qui s'est passé ; puis ses parents perdus depuis longtemps. Tout le monde danse autour de Valérie dans la forêt, pendant que les vierges chantent pour elle. Finalement, elle s'endort seule dans un lit dans la forêt.

## Fiche technique
Sauf indication contraire, les informations mentionnées dans cette section peuvent être confirmées par la base de données cinématographiques IMDb,  présente dans la section « Liens externes ».
- Titre : Valérie au pays des merveilles
- Titre original : Valerie a týden divů
- Réalisateur : Jaromil Jireš
- Scénario : Vítězslav Nezval (roman), Ester Krumbachová, Jaromil Jireš et Jirí Musil
- Musique : Luboš Fišer
- Pays d'origine :  Tchécoslovaquie
- Format : couleur
- Durée : 77 minutes
- Dates de sortie :
  - Italie : 3 septembre 1970 (Gran Premio Bergamo)
  - Tchécoslovaquie : 16 octobre 1970
  - France : 23 février 1972

## Distribution
- Jaroslava Schallerová : Valérie
- Helena Anýzová : Babicka / Elsa / Matka / Rusovláska
- Petr Kopriva : Orlík
- Jirí Prýmek : Tchor-konstàbl
- Jan Klusák : Gracián
- Libuse Komancová : Sluzka-novicka
- Karel Engel (cs) : Koci Ondrej
- Alena Stojáková : Hedvika
- Otto Hradecký : Propriétaire
- Martin Wielgus : Tchor-father
- Jirina Machalická : Kvetinàrka
- Michaela Klocová : Servante 1
- Zdenka Kovárová : Servante 2
- Bedriska Chalupská : Servante 3
- Eva Olmerová (cs) : femme de chambre
- Jana Andresíková (cs) : femme de chambre

## Production
Le film a été tourné aux Studios Barrandov à Prague, ainsi que dans les villes et localités de Průhonice, Slavonice et Kostelní Vydří.